# Frederik Magle
Frederik Magle (* 17. dubna 1977 Stubbekøbing) je dánský hudební skladatel současné klasické hudby, koncertní varhaník a klavírista.

## Život a tvorba
Narodil se v Stubbekøbingu. Je prasynovcem skladatele Emila Reesena a jeho rodiči byli varhaník, malíř a sochař Christian Reesen Magle a herečka a spisovatelka Mimi Heinrichová. Brzy byl rozpoznán jeho talent a jako zázračné dítě se už ve svých devíti letech objevil v novinách a televizi jako varhanní virtuos.
Studoval kompozici a hudební teorii jako soukromý student u dánského varhaníka Leifa Thyboa a varhynní hru u Ib Bindela. V šestnácti letech byl přijat na Královskou dánskou hudební akademii, ale zdejšího studia hudební teorie po jeden a půl roce zanechal, protože (podle svého pozdějšího vyjádření) nemohl studovat a současně pracovat jako nezávislý skladatel.
V roce 1993 získal stipendium hraběnky Erny Hamiltonové a v roce 1994 vyhrál jako sólový varhaník dánskou kvalifikaci soutěže Eurovision Young Musicians. V roce 1996, krátce před uvedením jeho vánoční kantáty „A newborn child, before eternity, God!“, mu zemřel otec, kterému následně tuto skladbu věnoval. V roce 2001 získal cenu Freemason's Arts Prize.
V jeho hudbě dochází k splývání klasické hudby s jinými žánry. Jeho tvorba obnáší práce pro orchestr, kantáty, komorní hudbu a díla pro sólové nástroje (hlavně pro varhany), včetně několika prací věnovaných dánské královské rodině.